# Mălini (gmina)
Mălini – gmina w Rumunii, w okręgu Suczawa. Obejmuje miejscowości Iesle, Mălini, Pâraie, Poiana Mărului i Văleni-Stânișoara. W 2011 roku liczyła 6306 mieszkańców.